# کاستیلا
کاستیلا (نام علمی: Castilla) نام یک سرده از تیره موراسه است.